# 笊ヶ岳
笊ヶ岳（ざるがたけ）は、山梨県南巨摩郡早川町と静岡県静岡市葵区にまたがる赤石山脈（南アルプス）白峰南嶺の標高2,629 mの山。日本二百名山および山梨百名山に選定されている。

## 解説
山名は、ざるを伏せたような山容に由来する。山頂は、大笊（主稜線上のピークで二等三角点がある）と小笊（東側のランカン尾根上の小ピーク）の双耳峰となっている。山頂付近はハイマツ帯で、富士山、赤石岳、聖岳などの好展望が得られる。1911年（明治44年）12月1日に、中村清太郎が奥沢の谷から初登頂した。1960年（昭和35年）1月には『日本百名山』の著者である深田久弥が保川沿いのルート（現在は廃道）から挑んだが、途中で歩荷に逃げられ、また深雪に阻まれ登頂を断念している。

## 登山

### 登山道
山梨県側からは雨畑湖近くにある老平登山口より、静岡県側からは畑薙第一ダム上流の椹島または二軒小屋より登山道がある。登山口から山頂までの一般的な所要時間は、老平から9時間10分、椹島から5時間50分、二軒小屋から伝付峠経由で7時間5分である。
登山の難易度については、山梨県と静岡県が公開している山のグレーディングによると、老平からのルートの体力度が10段階中の「7」（1 - 2泊以上が適当）、技術的難易度は5段階中上から2番目の「D」（地図読み能力、岩場、雪渓を安定して通過できるバランス能力や技術が必要。ルートファインディングの技術が必要）であるが、ルート上に宿泊可能な山小屋はない。椹島および二軒小屋からのルートは、体力度が「6」（1 - 2泊以上が適当）、技術的難易度は「D」となっている。

### 周辺の山小屋
- 椹島ロッヂ
- 二軒小屋ロッヂ

## 地理

### 周辺の山
- 布引山（白峰南嶺）
- 七面山
- 赤石岳
- 聖岳

### 源流の河川
当山を源流とする河川は、太平洋へ流れる。
- 倉沢（大井川の支流）
- 保川、奥谷沢（早川の支流）

## 関連画像

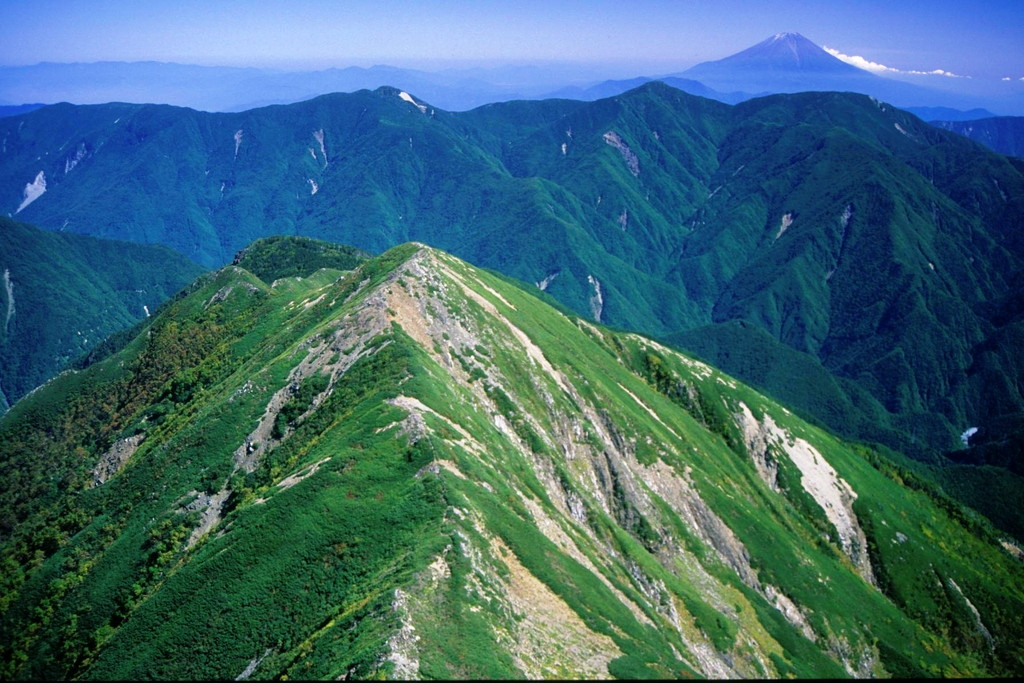
聖岳から望む
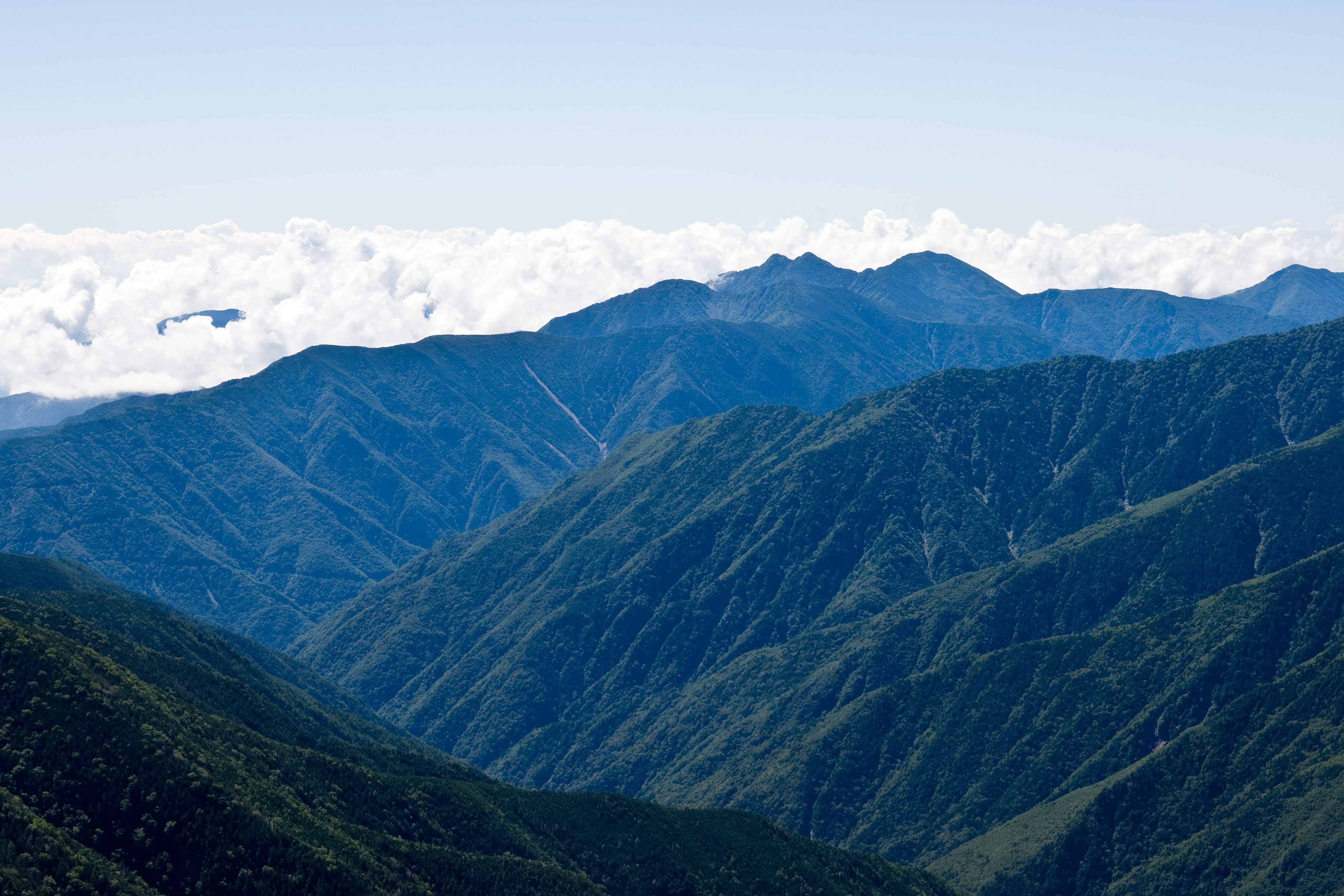
塩見岳から望む
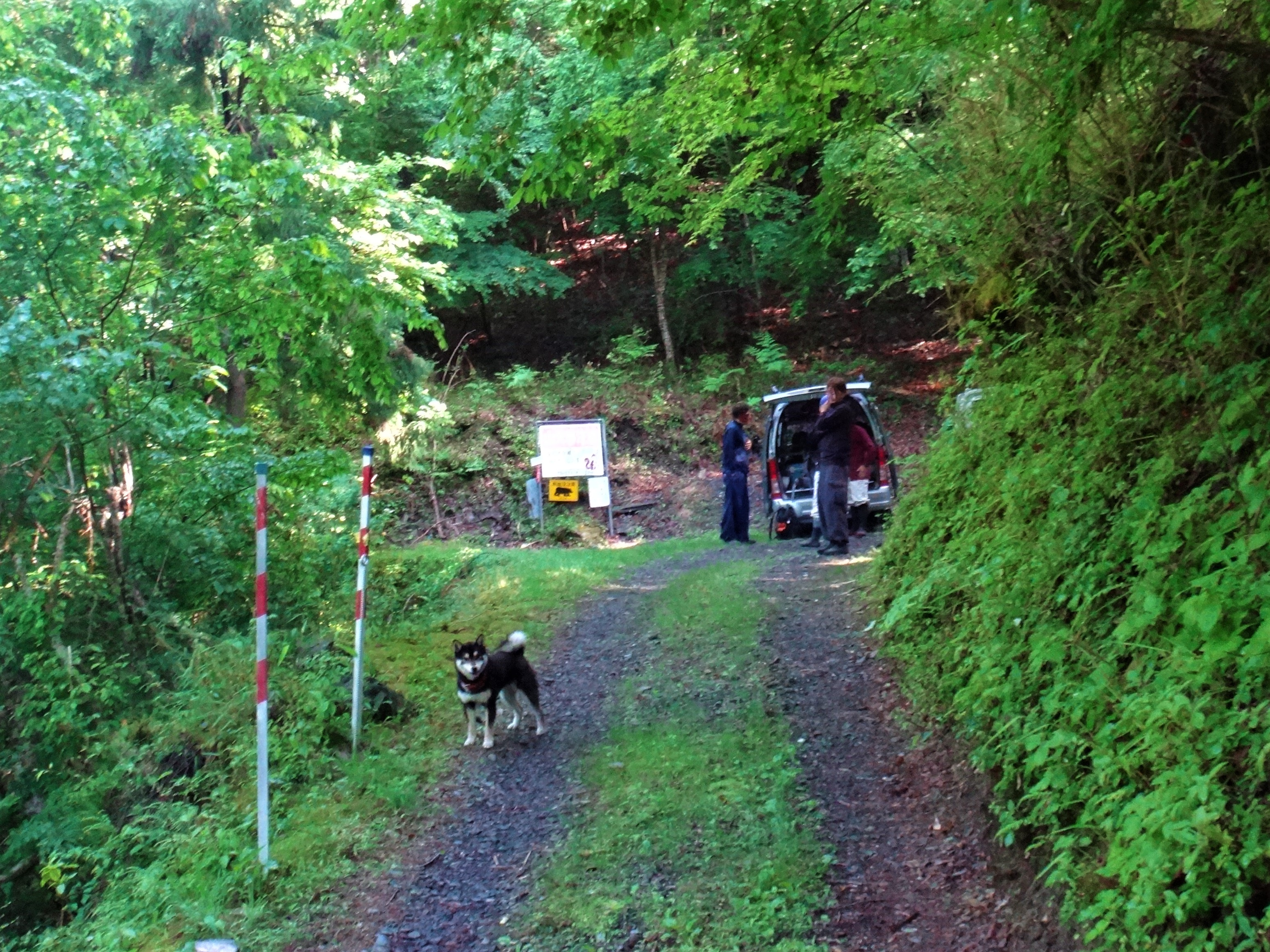
雨畑温泉側からの登山口
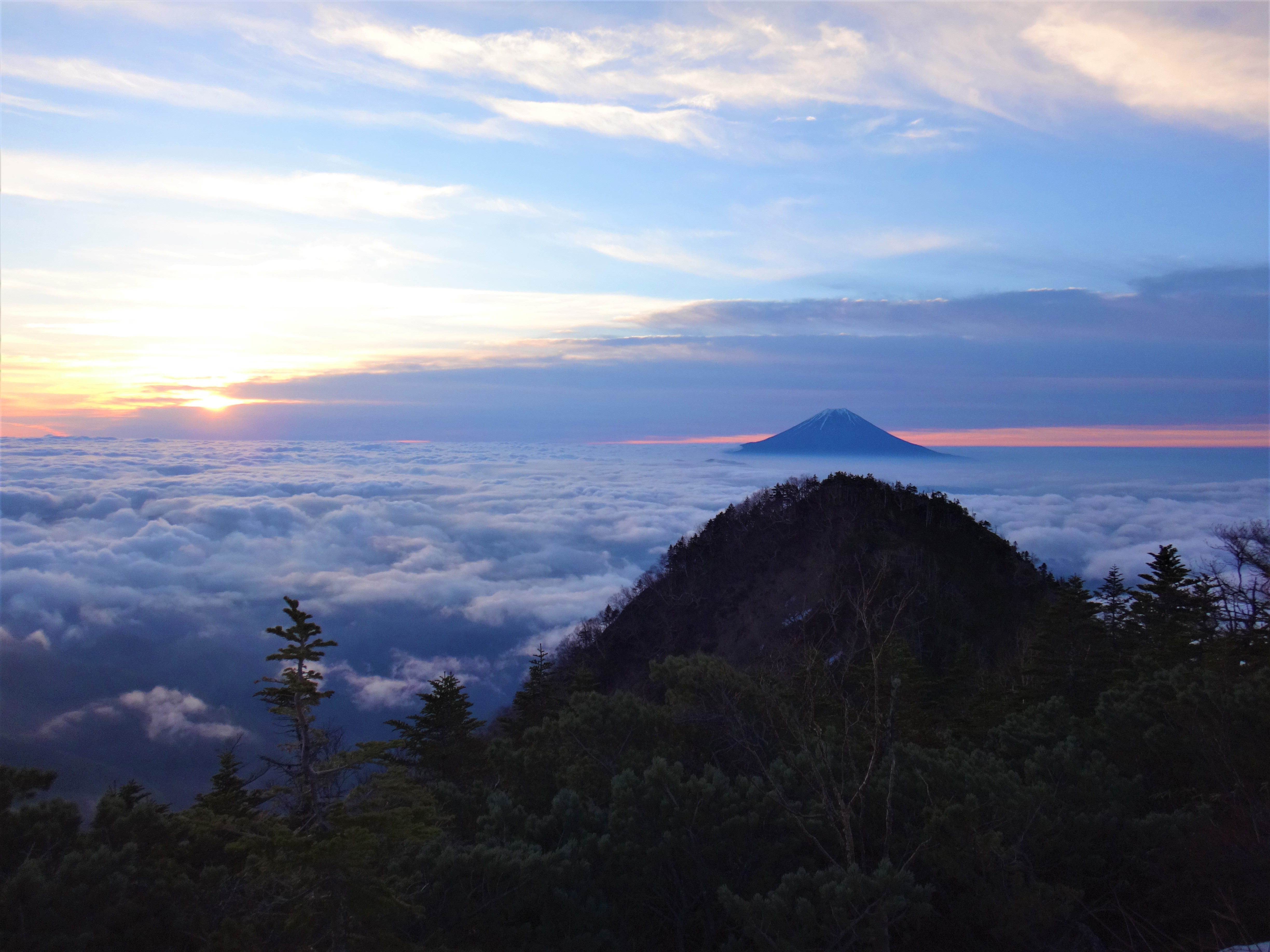
山頂から富士山を望む（手前は小笊）
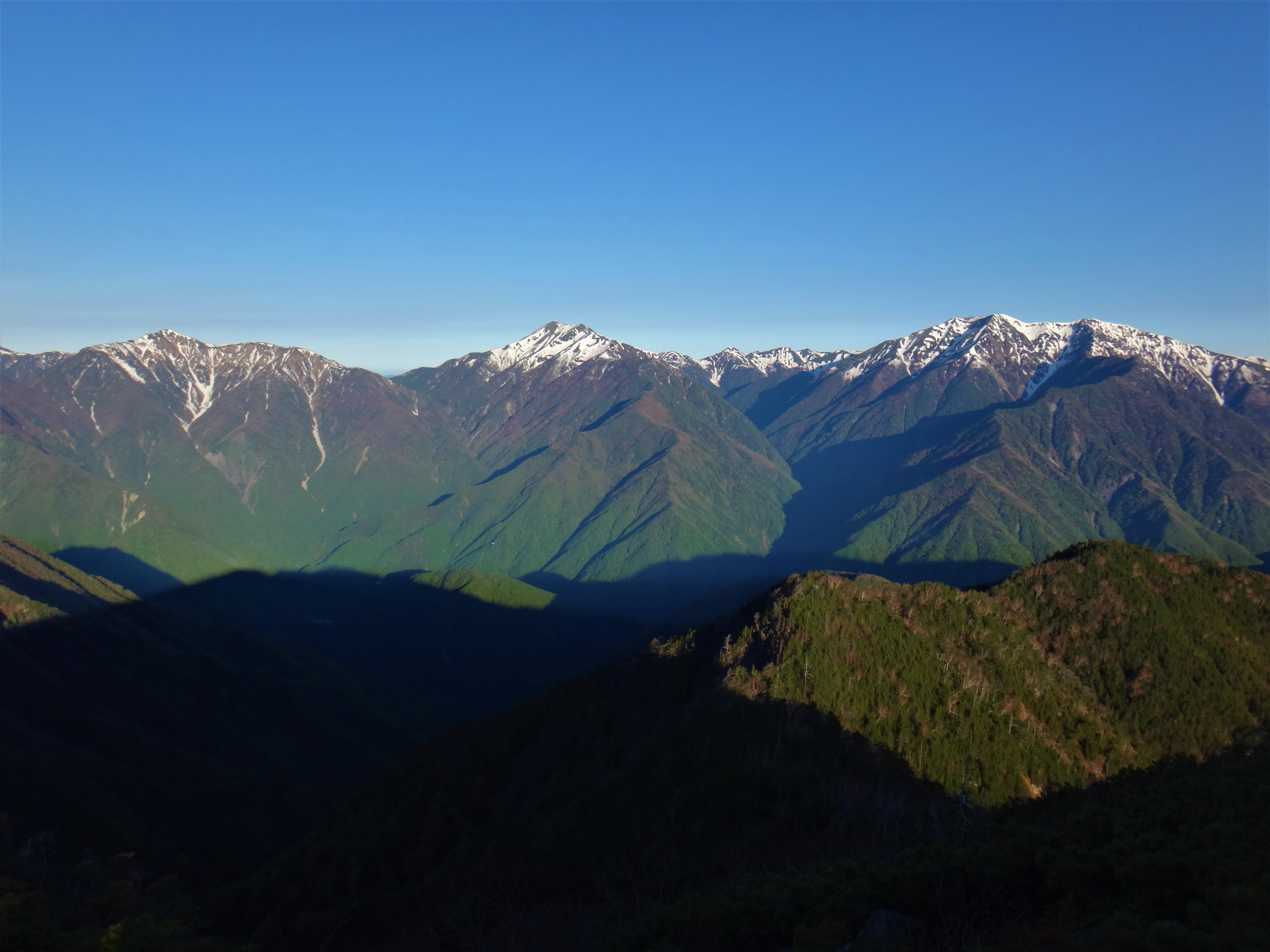
山頂から上河内岳、聖岳、赤石岳を望む
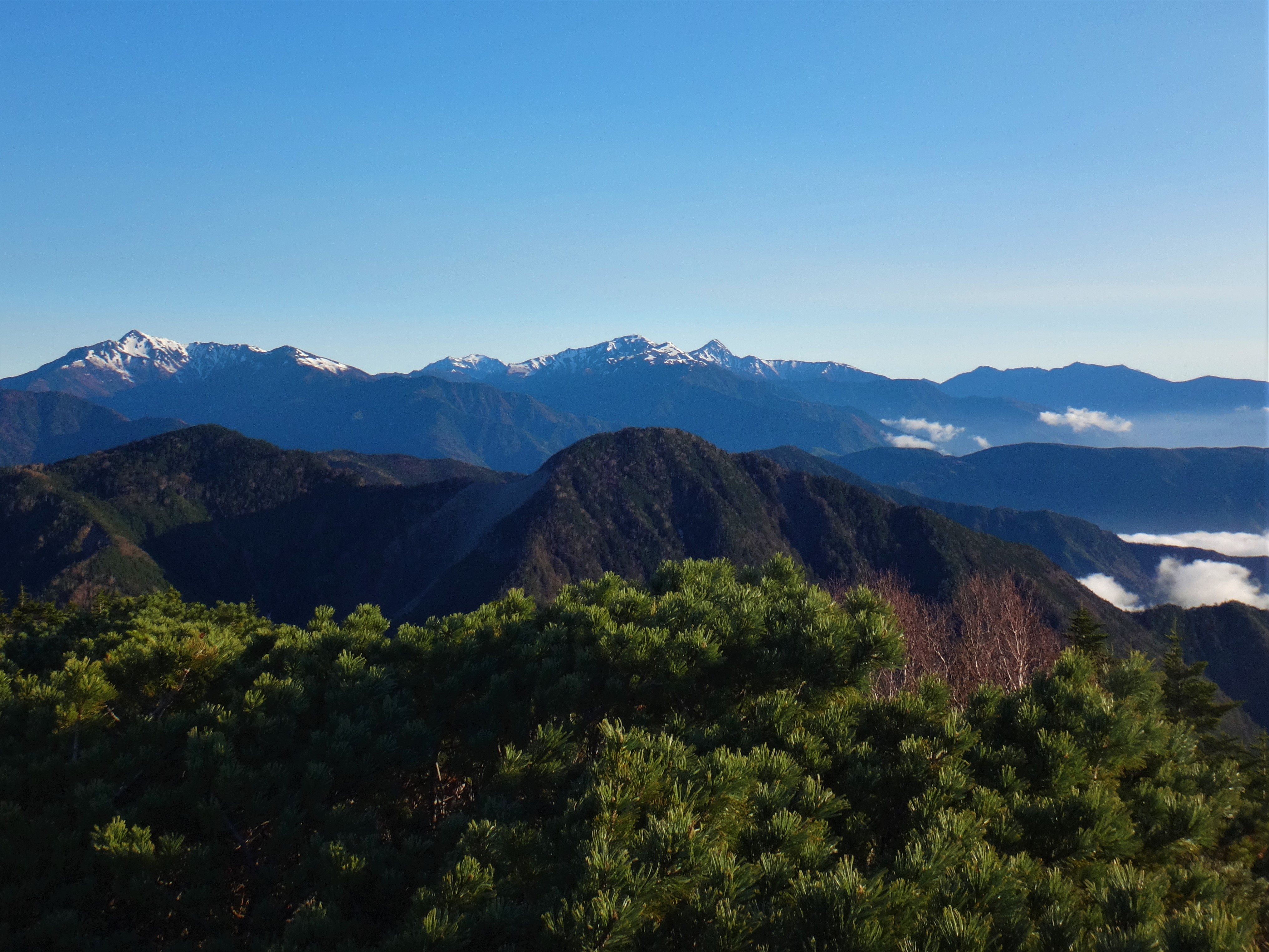
笊ヶ岳から望む塩見岳、白峰三山、鳳凰三山